# Ludovic Valborge
Ludovic Valborge (ur. w 1889, zm. w 1945) – haitański strzelec, medalista olimpijski. 
Na Letnich Igrzyskach Olimpijskich 1924 w Paryżu, startował w dwóch konkurencjach. Razem z kolegami z reprezentacji, zdobył brąz w konkurencji karabinu dowolnego z trzech różnych odległości. Startował też w indywidualnej konkurencji karabinu dowolnego leżąc, gdzie uplasował się na szóstym miejscu.

## Wyniki olimpijskie
| Igrzyska | Konkurencja                                       | Wynik | Miejsce   | Źródło |
| -------- | ------------------------------------------------- | --- | --------- | ------ |
| IO 1924  | Karabin dowolny - 400 m, 600 m, 800 m – drużynowo | Ludovic Augustin - 135 punktów Astrel Rolland - 129 punktów Ludovic Valborge - 128 punktów Destin Destine - 128 punktów Eloi Metullus - 126 punktów Wynik drużyny - 646 punktów. | 3 (na 18) | [ 2 ]  |
| IO 1924  | Karabin dowolny leżąc, 600 m                      | 90 punktów | 6 (na 73) | [ 3 ]  |